# Abacetus crenulatus
Abacetus crenulatus es una especie de escarabajo del género Abacetus, tribu Abacetini, familia Carabidae. Fue descrita científicamente por Dejean en 1831.
Se distribuye por Senegal, Egipto y Guinea-Bisáu. La especie se mantiene activa durante los meses de abril y julio.